# Jacques Cœur
Pour les articles homonymes, voir Cœur (homonymie).
 (janvier 2015).
Jacques Cœur, né vers 1395/1400 à Bourges et mort le 25 novembre 1456 sur l'île de Chios (mer Égée), est un marchand français, négociant, banquier et armateur.
Il fut le premier Français à établir et entretenir des relations commerciales suivies avec les pays du Levant.
En 1439, le roi Charles VII le nomme Grand Argentier du royaume de France. Il se lance dans de nombreuses entreprises commerciales et industrielles, et amasse une fortune considérable qui lui permet d'aider le souverain à reconquérir son territoire occupé par les Anglais.
Mais sa réussite éclatante l'amène à la disgrâce : en invoquant diverses accusations, ses rivaux et ses nombreux débiteurs, dont le roi, provoquent sa chute en 1451. Emprisonné puis banni en 1456, il meurt à Chios en Grèce (île près de la Turquie) lors d’une expédition contre les Turcs pour reprendre Constantinople.

## Biographie

### Jeunesse

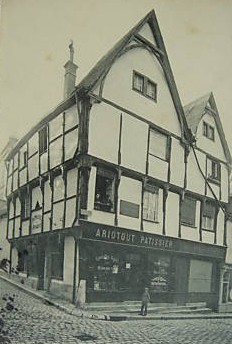
Fausse maison natale de Jacques Cœur (carte postale vers 1910).

Jacques Cœur est né à Bourges vers la fin du XIVe siècle, peut-être en 1395 ou bien encore en 1400. La date diffère selon les historiens. Il n’est pas né dans le Bourbonnais — c’est son père qui est venu de cette province une dizaine d’années plus tôt —, et encore moins à Pézenas, ville où en revanche il habitera pendant un temps.
Pierre Cœur, son père (° Saint-Pourçain-sur-Sioule - † à Bourges en 1435), est maître fourreur et le « marchand pelletier le plus riche de son temps », suivant des auteurs anciens. L’opulence de la cour du duc Jean Ier de Berry permet un bon débit de pelleteries. Bourges est alors une ville importante dans laquelle le commerce est florissant. Pierre Cœur épouse Marie Lambert, veuve d’un boucher, Jean Bacquelier, qui donne naissance à un second fils vers 1403, Nicolas Cœur.

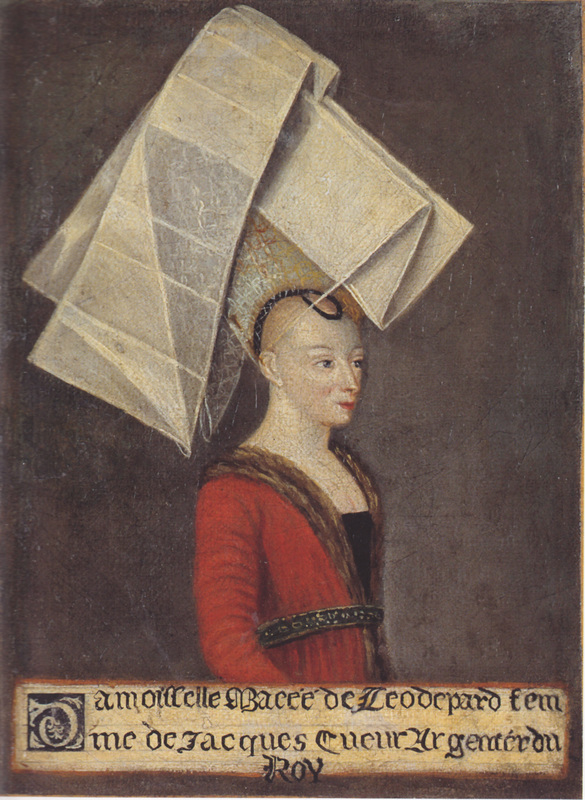
Macée de Léodepart. Toile peinte au XXe siècle, Bourges, musée du Berry.

L’enfance de Jacques Cœur ne paraît pas avoir été studieuse, au dire d’un contemporain, qui le représente comme étant sans éducation. Mais en revanche, il est de bonne heure initié par son père à la vie pratique des affaires, et ses qualités personnelles suppléent à son défaut d’instruction.
Jacques Cœur a 15 ans lorsque se déroule une des plus cuisantes défaites de l’armée française à la bataille d’Azincourt. Trois ans plus tard, le dauphin, futur Charles VII, quitte précipitamment Paris, chassé par Jean sans Peur et se réfugie dans le Berry, devenant « le petit roi de Bourges », titre donné par dérision. La présence du dauphin et de la cour va stimuler la ville sur le plan des échanges et du commerce.
L’une de ses sœurs épouse Jean Bochetel, secrétaire de Charles VII, arrière-grand-père de Guillaume Bochetel. Son frère, Nicolas Cœur, est évêque de Luçon (1441-1451). L’une de ses nièces, Perrette, épouse Jean de Village, natif lui aussi de Bourges, qui deviendra chambellan du duc de Calabre. Durant douze années, Jean de Village exercera auprès de Jacques Cœur les fonctions de « patron des galées » (commandant de sa flotte marchande). Fidèle à son ami et maître, il le libérera en 1453 de son enfermement dans la place de Beaucaire où Jacques Cœur s’était réfugié, fuyant une condamnation du roi et fuyant ses hommes, lancés à sa poursuite. Jacques Cœur participera ensuite à la conquête de Naples.
Très jeune, Jacques Cœur gère l’un des douze bureaux de change de la ville. Considéré comme un homme des plus industrieux et des plus ingénieux, il se marie en 1420, ou 1418, avec Macée de Léodepart, fille d’un ancien valet de chambre du duc Jean Ier de Berry, Lambert de Léodepart, devenu prévôt de Bourges. La belle-mère de Jacques Cœur, Jeanne Roussart, est la fille d’un maître des monnaies de Bourges, et son mariage contribua à l’origine de sa carrière au service du roi de France.
En effet, en 1427, associé avec Pierre Godart, changeur, il afferme la monnaie de Bourges, et fabrique au nom de Ravau le Danois, maître titulaire de ladite monnaie. Deux ans après, il est accusé d’avoir fait affiner trois cents marcs d’argent au-dessous du titre légal, ce qui lui aurait procuré un bénéfice de cent vingt à cent quarante écus[Quoi ?]. Ravau le Danois sollicite en 1429 des lettres de rémission pour ce fait, et le roi les accorde le 6 décembre 1429 (après la levée du siège d'Orléans avec Jeanne d'Arc et le sacre de Charles VII) moyennant une amende de 1 000 écus d’or. Cœur est gracié moyennant une légère amende. D’autres ont été ou seront envoyés dans une basse fosse ou sur une galère pour le même délit.

### Ascension sociale: négociant, banquier, armateur

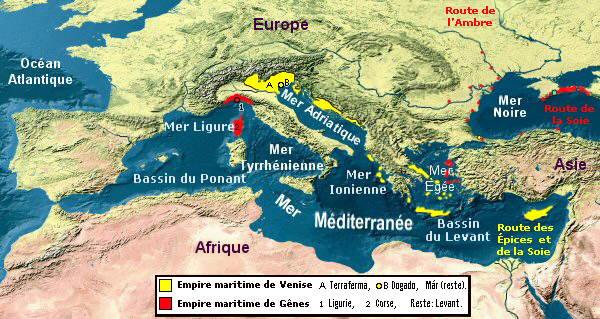
Suite à son premier voyage au Proche-Orient en 1432, Jacques Cœur développe une flotte commerciale méditerranéenne afin de s'affranchir des intermédiaires italiens dans les relations avec le Levant.

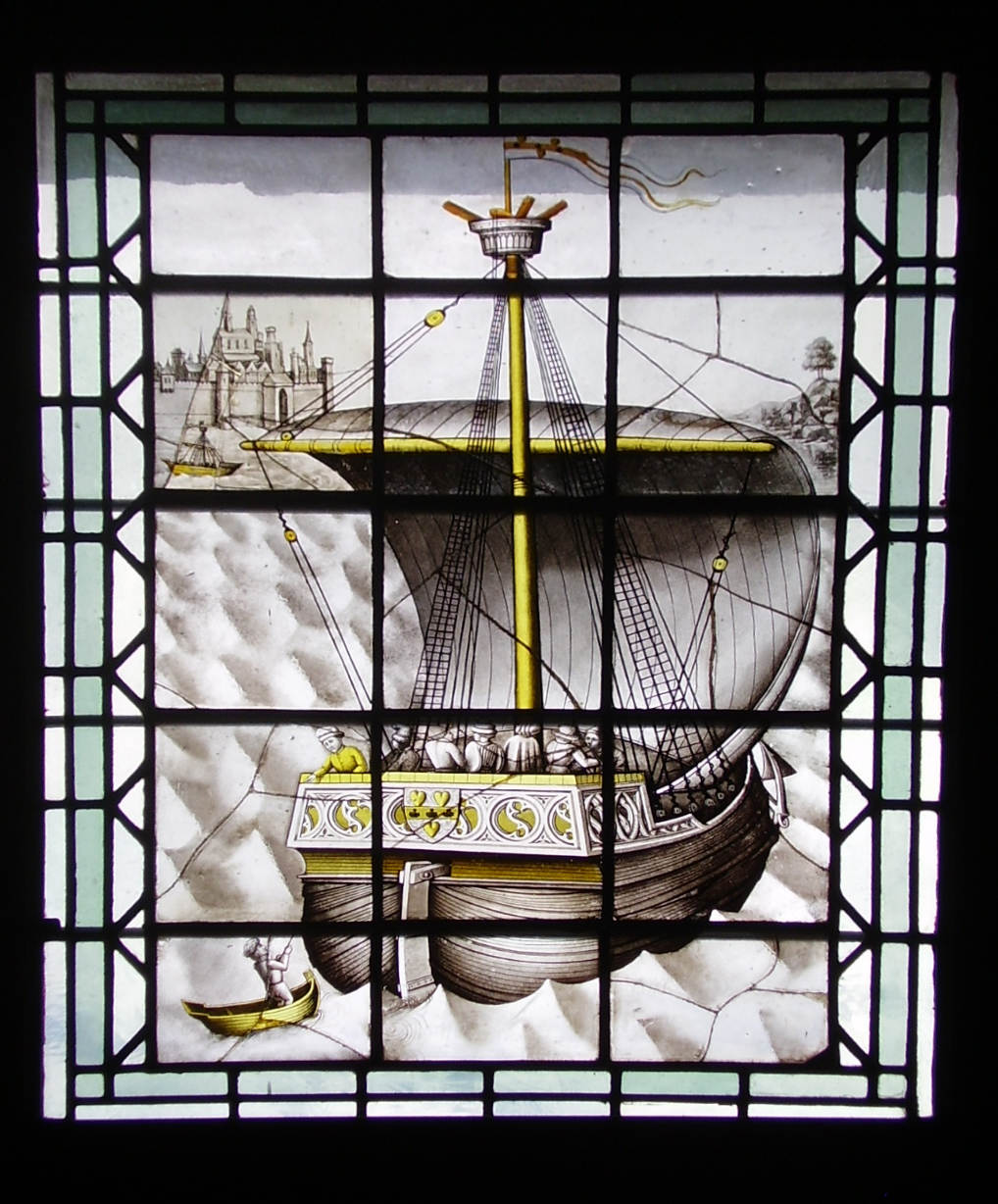
Un des bateaux de Jacques Cœur.

Jacques Cœur se rend en Égypte et en Syrie dans le courant de l’année 1432, probablement en mission diplomatique. Un écuyer de Philippe le Bon, duc de Bourgogne, dans le récit d’un pèlerinage qu’il fait à cette époque, dit l’avoir rencontré à Damas. Il se rend ensuite à Beyrouth, et s’y embarque sur une galère de Narbonne. De retour en France, il établit des comptoirs à Montpellier, qui jouissent de privilèges spéciaux (suppression de péages) pour commercer avec les infidèles. Puis il dirige ses vues vers le négoce international pour développer la société commerciale fondée en 1430 avec les frères Barthomié et Pierre Godart. Cette association dure jusqu’à la mort des deux Godart, vers 1439. Il conçoit un plan grandiose, plein d’audace, et d’une exécution difficile, mais qui doit lui apporter gloire et profit. Il ne s’agit de rien moins que de se porter rival des Vénitiens, des Pisans et des Génois pour le commerce du Levant. Afin de poser les bases de ses relations futures avec les nations orientales, Jacques Cœur favorise les opérations économiques non plus par le troc mais par du numéraire en exploitant notamment des mines d’argent, de cuivre et de plomb dans le Lyonnais et le Beaujolais, à Chessy (Rhône), fait copier les navires génois. 
Le début de ses opérations est presque instantanément couronné de succès. L’incompréhension et la jalousie de ses contemporains face à cette ascension fulgurante donnent naissance à des légendes sur sa prétendue « découverte du secret de la pierre philosophale » grâce à sa rencontre avec le fameux alchimiste Raimond Lulle, mort 120 ans plus tôt en 1316. Ainsi Pierre Borel, dans Recherches et antiquités gauloises et françaises en 1655 écrira très sérieusement que « le père de Jacques Cœur était si pauvre qu’il n’avait pas de quoi louer boutique, mais qu’ayant fait la connaissance de Raimond Lulle, majorquin, celui-ci lui communiqua le secret pour faire de l’or, secret qu’il transmit à son fils, qui feignant d’avoir beaucoup gagné dans le commerce, couvrit, par ce moyen, l’origine de sa richesse ».

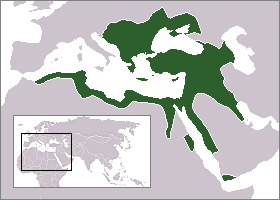
Les échelles de Barbarie se situent dans le Maghreb actuel. Les échelles du Levant longent la côte depuis l’Égypte jusqu’à l’Anatolie.

En réalité, Jacques a plus de douze navires sillonnant la Méditerranée en tous sens, et « à lui seul », dit le chroniqueur Matthieu de Coucy, « il gagne chacun plus que l’ensemble de tous les autres marchands du royaume ». Ses agents sont répandus au nombre de trois cents dans tous les ports et dans les villes principales de l’intérieur. Au surplus, il a la réputation de mettre une grande loyauté et une extrême bonne foi dans ses transactions ; et des témoignages de générosité habilement répandus auprès des princes d’Orient lui donnent autorité et un grand crédit auprès d’eux. Il reçoit le monopole d’importation des épices et du transport des marchandises françaises vers les ports musulmans.
Jacques Cœur transporte aussi, illégalement, car l’exportation de l’or et de l’argent est interdite, des monnaies françaises toujours fort recherchées dans les échelles du Levant.[réf. nécessaire] Cela lui sera reproché lors de son procès.
En 1432, de retour de Damas, Jacques Cœur débarque dans un Languedoc ravagé par la peste. Il vient de jeter les bases du commerce avec le Levant : bientôt sa flotte desservira toute la Méditerranée. Pour centre de ses affaires, il choisit Montpellier, attiré par le rayonnement culturel de la cité et par ses liens avec les pays arabes. Entre ses mains s’amasse une prodigieuse fortune : il achète de splendides hôtels, une trentaine de seigneuries, et prête de l’argent au roi lui-même.
Pour mener sa politique commerciale méditerranéenne, Jacques Cœur s’appuie sur Aigues-Mortes, Montpellier et Marseille. Il installe un chantier naval à Aigues-Mortes où il fera venir par flottage sur le Rhône des troncs de résineux de Savoie (étrangère à la France à l’époque), organise ses propres écuries pour le transport de ses marchandises. Au XVe siècle, Montpellier se redresse économiquement grâce à l’activité du port voisin de Lattes et au génie mercantile de Jacques Cœur. Ce dernier crée une factorerie à Pézenas, réputée pour son activité de négoce.

### Au service du roi (1439-1440)

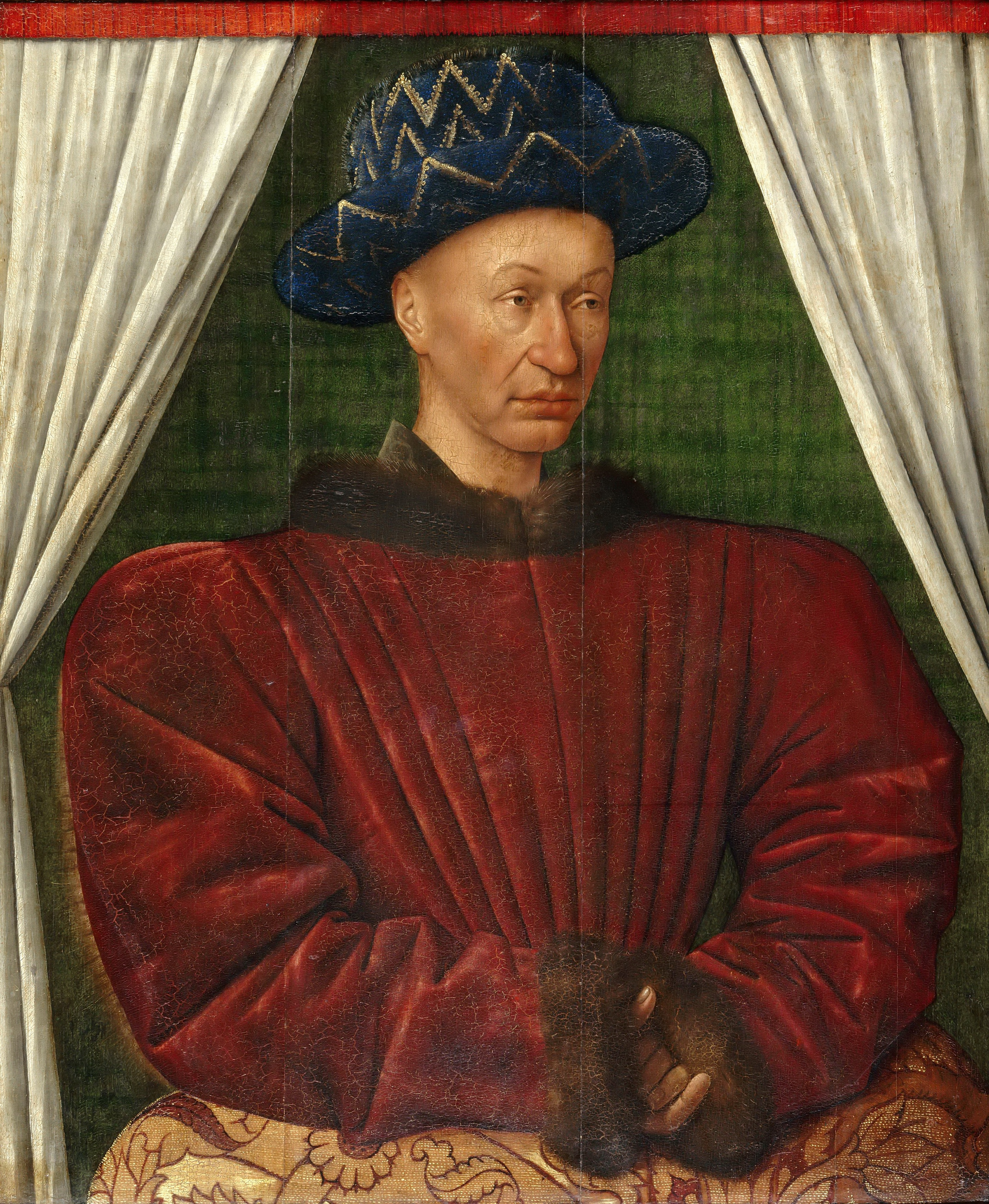
Portrait de Charles VII par Jean Fouquet, musée du Louvre.

Son mariage avec la petite-fille du maître de la monnaie de Bourges l’a introduit à la cour du futur Charles VII, attirant ainsi son attention. Malgré les abus qui lui sont reprochés, on le retrouve maître des monnaies à Bourges en 1435. L’année suivante, après la reddition de Paris, l’hôtel des monnaies de cette ville lui est également confié, et il y fait fabriquer les écus d’or à la couronne, dont la valeur réelle ne tarde pas à concurrencer les monnaies anglaises. Charles VII croit pouvoir demander plus encore à l’activité du maître des monnaies : il rétablit la charge d’argentier et la lui confère. Le 2 février 1439, Jacques Cœur est nommé par Charles VII à la tête de l’Argenterie du royaume de France. Cette charge consiste à recevoir tous les ans des trésoriers généraux une certaine somme affectée aux dépenses de la maison du roi, et dont il devait faire connaître l’emploi à la chambre des comptes. Entre les mains de Jacques Cœur ces fonctions prennent un caractère d’une utilité beaucoup plus générale. En régularisant l’emploi des finances du roi, livrées au désordre, et en créant des ressources nouvelles, il contribue puissamment à fournir les moyens dont Charles VII a besoin pour délivrer la France du joug anglais. Jacques Cœur institue progressivement la taille et le fouage (impôts directs), les aides et la gabelle (impôts indirects). La levée de ces impôts entraîne la création de nouvelles institutions.
« Cet homme intelligent », dit Jules Michelet, « rétablit les monnaies, invente en finances la chose inouïe, la justice, et croit que pour le roi, comme pour tout le monde, le moyen d’être riche, est de payer ». Il comprend les bienfaits de la statistique pour établir l'assiette de l'impôt et l'évaluation des ressources, et présente au roi un dénombrement sommaire de la population et du revenu du royaume ; de plus, des instructions pour policer la maison du roi, le royaume de France. Ces services signalés méritent un témoignage de reconnaissance.

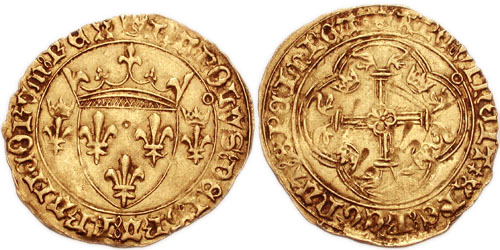
Écu d’or à la couronne du règne de Charles VII.

Au mois d’avril 1441, Charles VII accorde à son argentier des lettres d’anoblissement pour lui, sa femme et ses descendants. Le marchand est devenu homme d’État, le roturier devient noble, et prend comme blason des armes parlantes : D’azur à la fasce d’or, chargées de trois coquilles de sable, allusion à saint Jacques, et accompagnées de trois cœurs de gueules, avec cette devise : A vaillans cuers riens impossible.

### Conseiller, marchand et pourvoyeur de monnaies

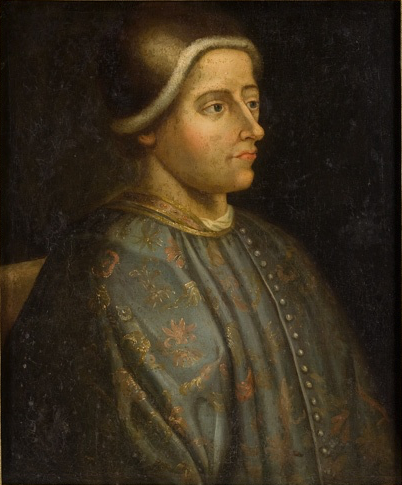
Vue d’artiste de Jacques Cœur (musée du Berry, XIXe siècle).

Tout en administrant les monnaies et les finances du roi, Jacques Cœur dirige son commerce avec les ports du Levant et de l’Italie. Il exporte draps, fers, toiles, vins, cuivre et d’autres métaux, et importe soieries de Damas, draps d’or, fourrures, maroquins, épices (cannelle, casse, sucre en poudre fabriqué à Chypre…), parfums d'Arabie, porcelaines de Chine, tapis de Perse, perles de Ceylan et pierres précieuses de l'Inde,. Il jouit de la plus haute position de considération et de fortune qu’un homme peut envier à son époque.
En 1442, il devient le conseiller du roi de France. Le 25 septembre 1443, la Grande Ordonnance de Saumur, promulguée à l’instigation de Jacques Cœur, fait que les finances de l’État vont être assainies. Le conseil du roi de 1444, dirigé par Dunois, est composé presque exclusivement de roturiers (Jacques Cœur, Jean Bureau, Étienne Chevalier, Guillaume Cousinot, Jouvenel des Ursins, Guillaume d'Estouteville, Tancarville, Blainville, Beauvau et le maréchal Machet). La France se relève et connaît la prospérité.
Charles VII lui donne de nombreuses marques de confiance. Il lui confie plusieurs missions diplomatiques. En 1444, il le charge, avec l’archevêque de Toulouse, de procéder à l’installation du nouveau parlement du Languedoc. La même année, en septembre, Jacques Cœur figure au nombre des commissaires chargés de présider, au nom du roi, les États généraux de cette province. Il remplit chaque année ces fonctions jusqu’à sa disgrâce.
Ces États de Languedoc votent à diverses reprises des sommes importantes pour Jacques Cœur, en témoignage de reconnaissance pour les services qu’il rend au pays.
En 1446, l’argentier est chargé d’une mission à Gênes, où s’est formé un parti qui demandait la réunion de la ville à la France. L’année suivante, il est envoyé à Rome, à l’occasion du schisme que menace d’introduire dans l’Église l’élection par le concile de Bâle d’Amédée de Savoie, contre Eugène IV, candidat de la France. Dans toutes ces missions, il fait preuve de grande habileté ce qui lui vaudra aussi l'amitié et la protection indéfectible du pape Nicolas V.
Le 27 juillet 1447, Jacques Cœur est l’instigateur d’une ordonnance décidant, pour la première fois depuis 1370, la frappe de pièces d’argent de bon aloi, à 92 % d’argent fin, qui vont être surnommées « Gros de Jacques Cœur ». Celui-ci rachète les mines d’argent de la montagne de Pampailly, sur la commune de Brussieu, puis les développe. Jacques Cœur va ouvrir dans le Beaujolais et le Lyonnais des mines d’argent, de fer, de plomb, de cuivre. Il prend à ferme pour douze ans le droit que le roi levait sur toutes les mines. Il fonde une compagnie avec un maître mineur, un fondeur, un marchand de Beaujeu. Jacques Cœur a là une possibilité reconnue de se procurer du métal d’argent, alors que les ordonnances royales interdisent l’exportation des pièces monnayées. Désormais, où qu’il rafle des pièces d’argent, il pourra prétendre, en les embarquant pour le Levant, fondues en lingots, avoir extrait cet argent de ses mines.
Jacques Cœur et le roi Charles VII sont très proches. Quand celui-ci lui expose son désir de reconquérir la Normandie sur les Anglais, Jacques Cœur avance aussitôt deux cent mille écus. Le 6 août 1449, la guerre contre l’Angleterre reprend. Dunois et le duc de Bretagne conduisent l’opération.
Aussi, lors de l’entrée du roi à Rouen, l’argentier a une place d’honneur dans le cortège, marchant à côté de Dunois et vêtu comme lui. Il est devant les plus hauts membres de la noblesse et du clergé. Ces derniers ne protestent pas, car ils sont les obligés de Jacques Cœur. Enfin Le 12 Août 1450 Jacques Cœur négocie avec les Anglais la reddition de Cherbourg ce qui met définitivement fin à la guerre.

### Possessions

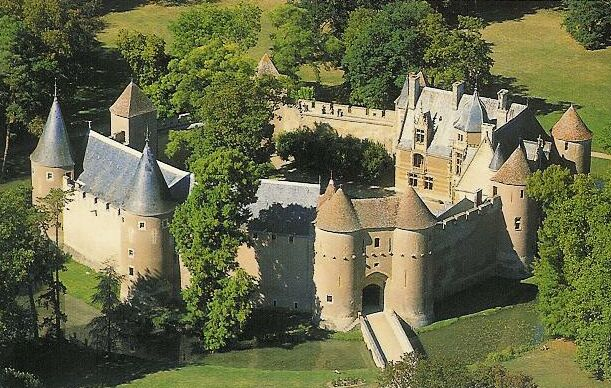
Le château d'Ainay-le-Vieil devient l’un de ses fiefs.

Jacques Cœur est le propriétaire de biens immobiliers considérables, de terres et de maisons dans toutes les provinces. Les seigneurs ruinés par les guerres ou leurs veuves lui vendent leurs patrimoines. Les seigneuries et châtellenies passent entre ses mains. Il en a plus de vingt, comprenant quarante paroisses. Ses multiples habitations se trouvent dans plusieurs villes : deux à Paris, dont une 38-42 rue des Archives où il fonde et fait d’importants dons au collège des Bons-Enfants, de l’ancienne université de Paris. À Montpellier, il a deux hôtels, dont l’un construit à l’italienne, est recouvert d’une terrasse d’où l’on aperçoit la mer et d’où Jacques peut guetter l’arrivée de ses navires. D’autres de ses propriétés sont sises à Lyon, Marseille, Béziers, Saint-Pourçain-sur-Sioule, Sancerre, Cézy ; mais la plus remarquable de toutes, qui reste attachée à sa mémoire, est le palais Jacques-Cœur à Bourges.
Hugues de Carmaing vendit Menetou et Quantilly à Jacques Coeur qui en était désigné seigneur le 3 février 1450. En 1450, la terre de Saint-Fargeau est vendue à Jacques Cœur et c’est à cette occasion que Georges II de La Trémoille, fils du sire de la Trémoille, désireux de rester propriétaire de Saint-Fargeau, garde un tenace ressentiment envers le nouveau propriétaire. Au XVe siècle, faute d’entretien et du fait des pillages, le château d’Augerville devient une ruine que rachète Jacques Cœur qui, en tant que grand argentier du roi Charles VII, a coutume de racheter les fiefs abandonnés après la guerre de Cent Ans pour les remembrer à sa guise. L’achat du château d’Augerville par Jacques Cœur en 1452 correspond à l’apogée du ministre, mais il n’aura pas le temps d’y séjourner.

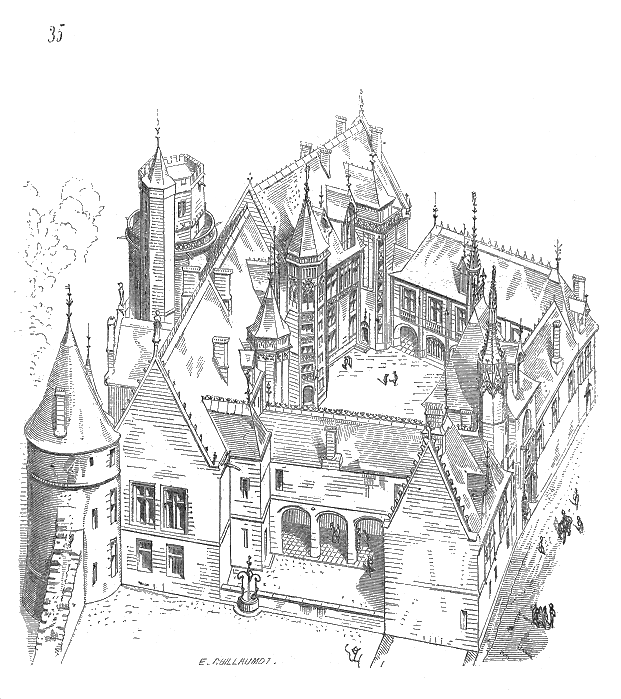
Dessin du palais Jacques-Cœur par Eugène Viollet-le-Duc.

Jacques Cœur fait construire un fastueux palais à Bourges. Il est bâti entre les années 1443 et 1453, et sa construction coûte la somme de cent mille écus d’or. C’est un chef-d’œuvre de l’architecture gothique tardive. Cet édifice naît de la volonté de Jacques Cœur de bâtir une grant’maison dans sa ville natale. Toutefois, l’argentier de Charles VII n’y habite pas. Lorsque Jacques Cœur est arrêté, le palais est confisqué avec tout son mobilier par la couronne.

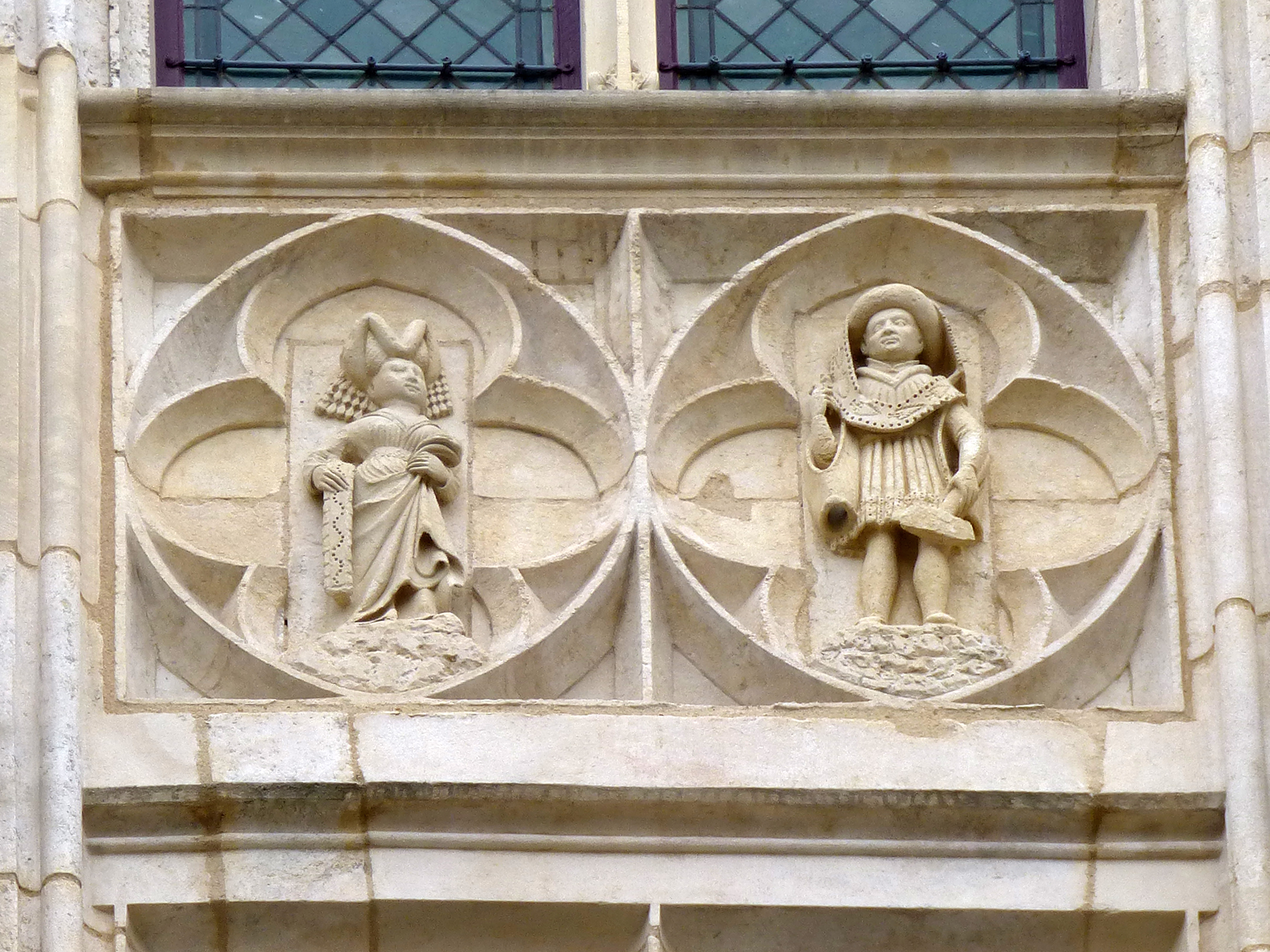
Sculpture de Macée de Léodepart et de Jacques Cœur sur la façade de l'hôtel Jacques Cœur.

### Mort d’Agnès Sorel

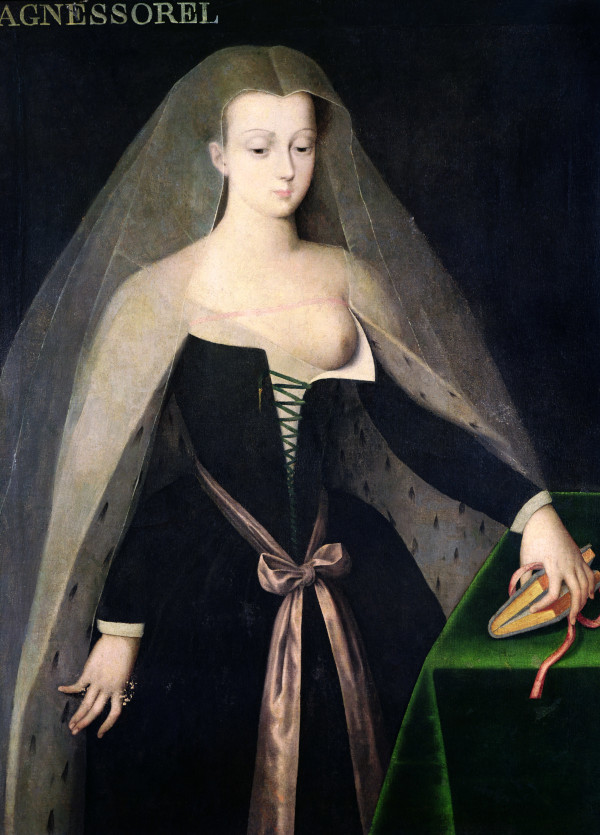
Portrait d’Agnès Sorel.

En cette année 1444, le roi offre à Agnès Sorel, sa favorite, vingt mille six cents écus de bijoux dont le premier diamant taillé connu à ce jour. Pour se procurer ces atours précieux, elle devient la meilleure cliente de Jacques Cœur, marchand international qui a amassé des trésors venus d’Orient dans son palais de Bourges. Elle consomme de grandes quantités d’étoffes précieuses et, bien sûr, toutes les femmes de la cour l’imitent.
Une amitié va les lier : elle protège Jacques Cœur, ce qui fait monter celui-ci dans l’honorabilité et favorise son commerce, le marchand devenant le grand argentier du roi. Il est l’un de ses trois exécuteurs testamentaires avec Étienne Chevalier et le médecin d’Agnès. Certains auteurs ou romanciers feront d’une liaison entre Jacques Cœur et Agnès Sorel la clé des malheurs du grand argentier.
Elle meurt officiellement d’une infection puerpérale à l’âge de vingt-huit ans au Mesnil-sous-Jumièges, le 9 février 1450. Sa quatrième fille, née prématurément le 3 février 1450, est morte le jour même . La mort d'Agnès Sorel est si rapide qu’on croit tout d’abord à un empoisonnement. Des études en paléopathologie réalisées au début des années 2000 montrent d’ailleurs qu’elle est décédée d’un empoisonnement au mercure sans que l’on sache s’il s’agit d’un meurtre ou d’un accident thérapeutique lié à son traitement contre l'ascaridiose, le mercure étant employé à l’époque comme traitement vermifuge. Deux de ses débiteurs, Jeanne de Vendôme-(branche du Lude et de Segré), épouse de François II de Montberon, et un Italien, Jacques Colonna, accusent même Jacques Cœur, qui avait été désigné comme son exécuteur testamentaire, de l’avoir fait assassiner ; mais il est lavé de ce chef d’inculpation. Les soupçons se portent alors, jusqu’au XXIe siècle, sur le dauphin, le futur Louis XI, ennemi du parti qu’elle soutient.
Jacques Cœur étant très jalousé pour sa grande fortune, ses ennemis et ses envieux parviennent à le perdre. Après la mort d’Agnès Sorel qui le protégeait, Charles oublie ses services et l’abandonne à l’avidité des courtisans (notamment Antoine de Chabannes, bailli de Troyes, un de ses principaux débiteurs, et Otto Castellani, trésorier des finances à Toulouse, qui aspire à le remplacer) qui se partagent ses dépouilles. Accusé de crimes imaginaires, il est arrêté pour malversation en 1451.

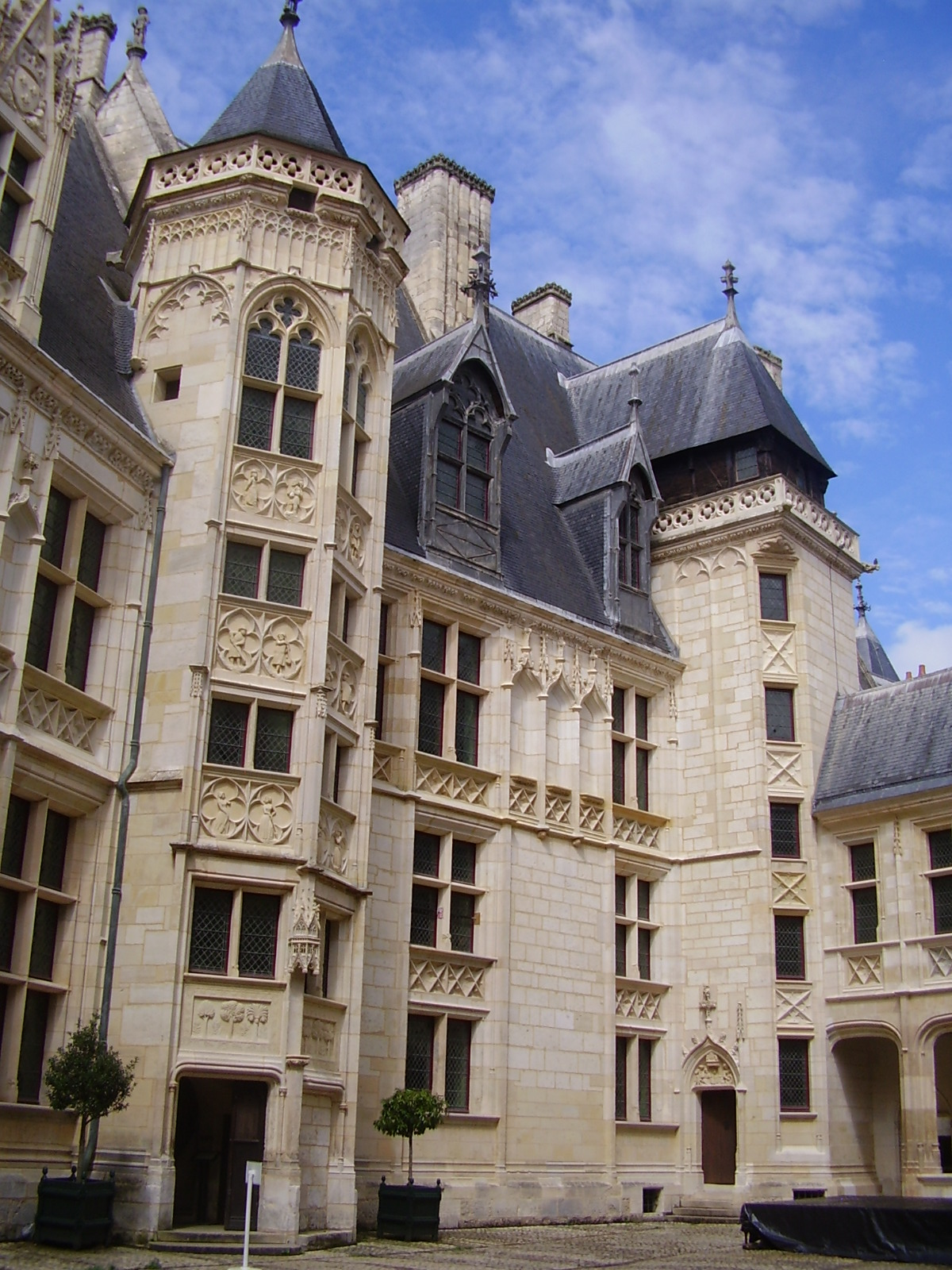
Une des façades intérieures de la cour du palais Jacques-Cœur.

### Disgrâce et procès
Le 31 juillet 1451, après avoir entendu le Grand Conseil au château de Taillebourg près de Saint-Jean-d'Angély (Charente-Maritime), le roi Charles VII décide d’imputer à Jacques Cœur, en sa présence, le crime de lèse-majesté, ce qui a pour conséquence son arrestation immédiate, son emprisonnement, et la mise sous séquestre de ses biens. Antoine de Chabannes participe au procès de Jacques Cœur, partie par devoir, partie par jalousie, et bénéficie largement du dépeçage de ses biens, se voyant octroyer en fief une bonne partie de la Puisaye, dont Toucy et le château de Saint-Fargeau.
Le roi prend aussitôt cent mille écus pour la guerre de Guyenne. Le Florentin Otto Castellain obtient les fonctions d’argentier. Il y a trop de gens intéressés à ne pas laisser déclarer innocent un homme dont ils ont déjà en partie partagé les biens : ceux à qui il a prêté de l’argent sans intérêt, et dont la liste est longue (Antoine de Chabannes, Antoinette de Maignelais, Guillaume Gouffier), se trouvent tout d’un coup quittes de leurs dettes par la condamnation de leur bienfaiteur. Ainsi il ne faut pas s’étonner s’il s’élève contre lui tant d’ennemis qui lui cherchent des crimes pour le rendre coupable. Ils obtiennent donc du roi une autre commission pour faire informer sur de nouvelles accusations : « les principales sont qu’il avait fait sortir du royaume de l’argent et du cuivre en grande quantité ; qu’il avait renvoyé à Alexandrie un esclave chrétien qui s’était réfugié en France, et avait abjuré le christianisme depuis son retour en Égypte ; qu’il avait contrefait le petit sceau du secret du roi et ruiné le pays de Languedoc par des exactions sans nombre, par d’affreuses concussions colorées de différents prétextes propres à faire retomber sur le prince tout le mécontentement des peuples ». On l’accuse enfin d’avoir, sans l’autorisation écrite du roi et du pape, « transporté chez les Sarrasins une grande quantité d’armes qui n’avait pas peu contribué au gain d’une victoire remportée par ces infidèles sur les chrétiens ».

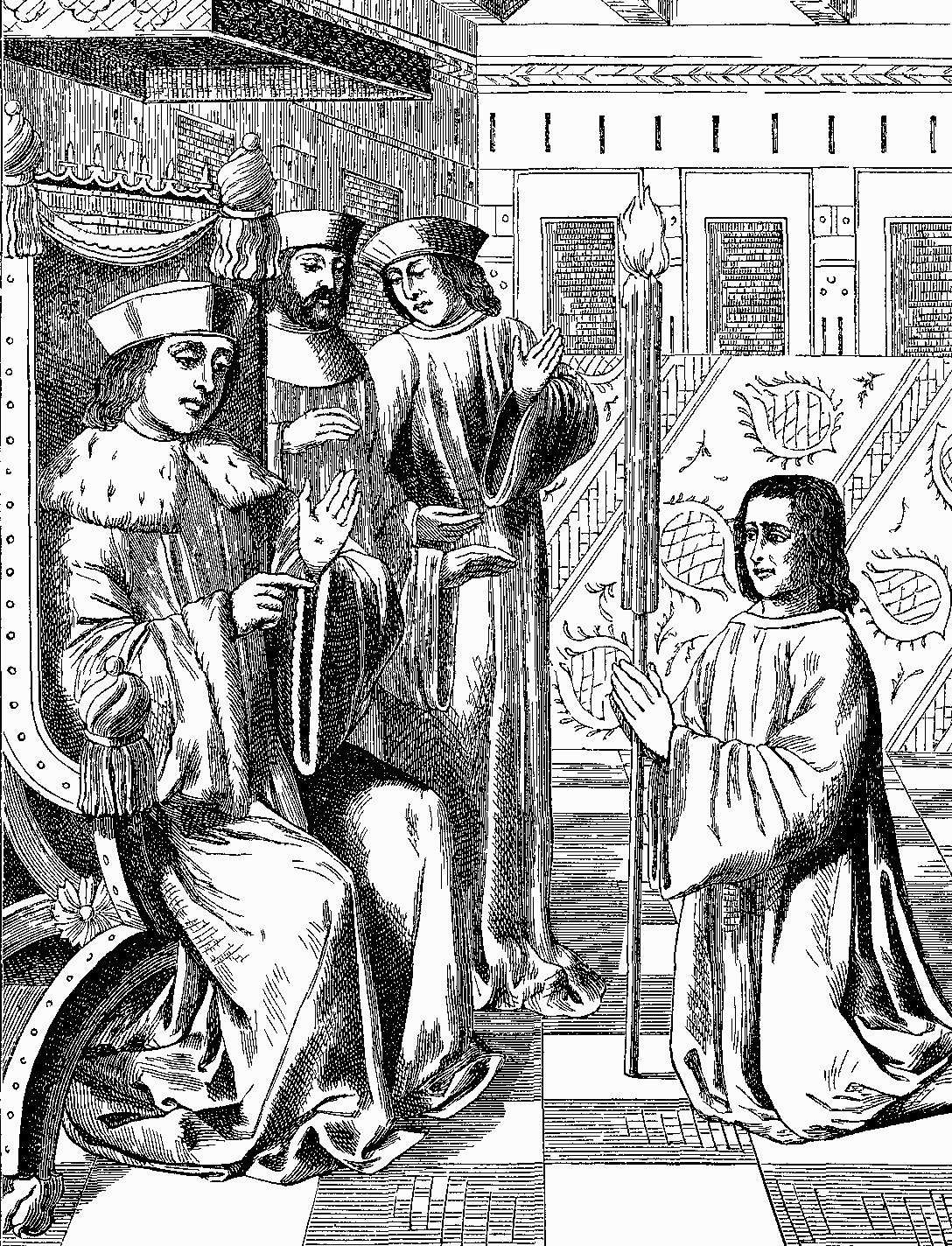
Jacques Cœur fait amende honorable face à la justice.

Le 14 juin 1452, une réunion générale se tient au château de Chissay, à proximité de Tours, pour faire le point sur l’affaire Jacques Cœur, savoir s’il convient de poursuivre l’instruction et de lever le secret. À tout il répond avec simplicité et précision. Il explique et justifie tout, protestant qu’il avait servi constamment le roi sans lui avoir fait aucune faute d’avoir pris "larcineusement" aucun de ses deniers. On lui demande ses preuves, et on le met dans l’impossibilité de les fournir. On éloigne de lui tous ceux qui peuvent lui être utiles, et on n’accueille que les dépositions de ses ennemis, à savoir cent cinquante témoins à charge. Ses enfants se battent pour le défendre, mais n’obtiennent rien. L’évêque de Poitiers, Jacques Jouvenel des Ursins, et l’archevêque de Bourges réclament l’argentier, comme clerc tonsuré, au nom de la juridiction ecclésiastique. Le pape lui-même écrit à Charles VII en faveur de l’argentier, et envoie un ambassadeur ; tout est sans effet. Le procès traîne en longueur, pendant que le prisonnier est conduit de château en château, du château de Taillebourg au château de Lusignan, en passant par celui de Maillé, puis le château de Tours et celui de Poitiers.
La commission dont Castellain fait partie décide de faire donner la question à Jacques Cœur. Il renonce à son appel à la juridiction ecclésiastique, et s’en rapporte au témoignage de qui l’on veut. C’est au milieu de ces tortures (il subit le supplice des brodequins à Poitiers en mars 1453) qu’il apprend que sa femme vient de mourir de chagrin à Bourges,.
Le 29 mai 1453, Jacques Cœur est reconnu coupable des crimes de lèse-majesté, de concussion et d’exactions. Il est condamné à la saisie de ses biens, au paiement d’une amende de trois cent mille écus, au remboursement de cent mille écus au Trésor royal. Sa condamnation à mort est commuée en bannissement perpétuel pour service rendu à la couronne. Il doit rester en prison jusqu’au paiement de l’amende et ensuite être banni hors du royaume. Sur l’accusation d’empoisonnement d’Agnès Sorel, l’arrêt décide de suspendre la procédure. Quant aux créances des tiers sur les biens, on refuse, par ordre du roi, d’en reconnaître aucune.
Jacques Cœur reçoit, le 2 juin 1453, à Poitiers, commandement de payer la somme de quatre cent mille écus. Trois jours après un échafaud est dressé sur la grande place de cette ville, et en présence d’une foule immense, Jacques à genoux, sans ceinture ni chaperon, une torche de cire au poing, doit faire amende honorable. Tout ce que la reconnaissance peut inspirer à Charles VII est d’accorder cinq cents livres aux enfants de l’argentier.

### Évasion et fin de vie

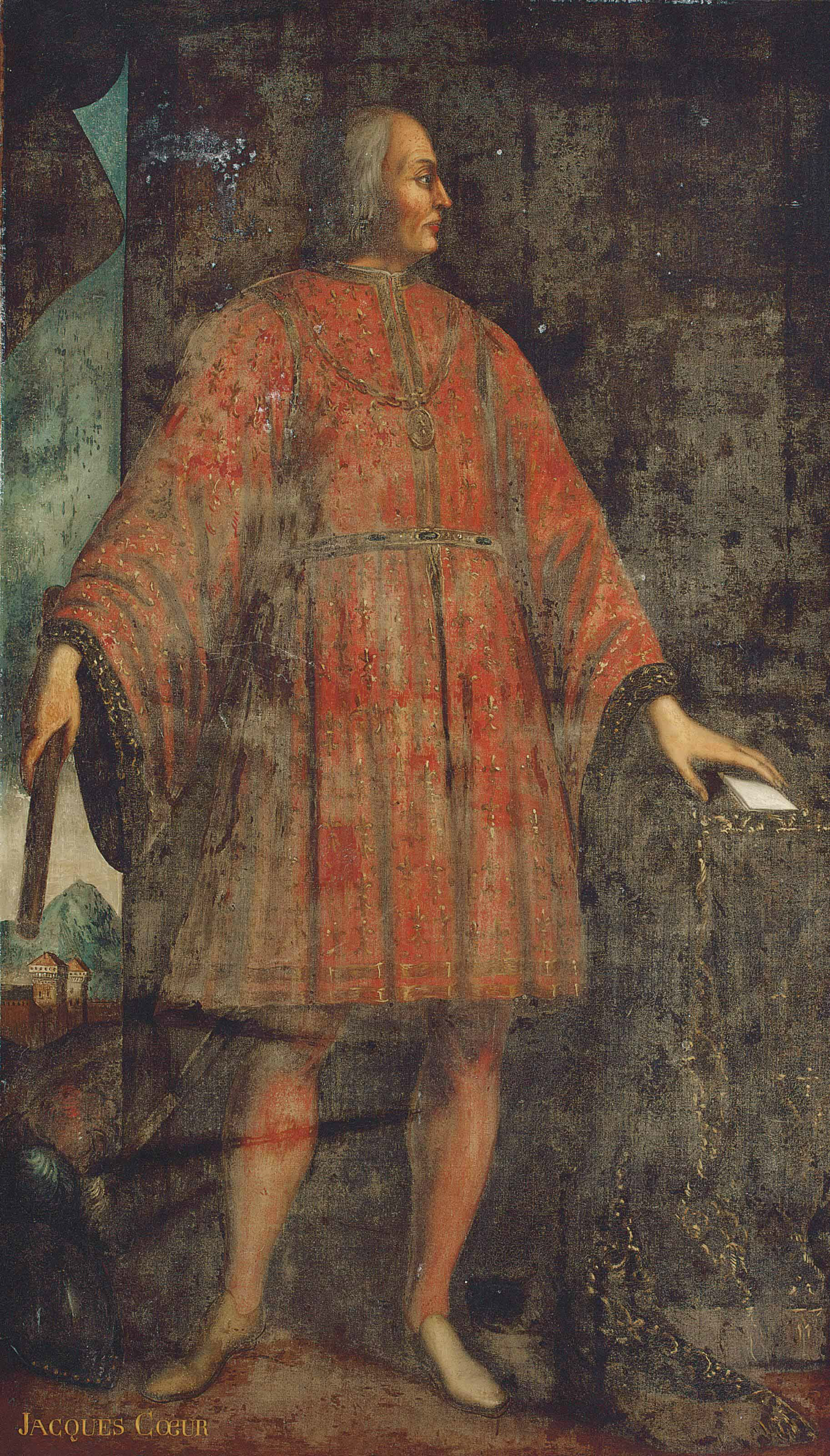
Vue d’artiste de Jacques Cœur (auteur inconnu).

En octobre 1454, il réussit à s’échapper du château triangulaire de Poitiers, alors qu’il était sous la garde de Chabannes. Il se réfugie d’abord à Limoges, puis, en février 1455, il est à Beaucaire chez les frères franciscains. Accompagné de son fils et avec l’aide de son neveu Jean Village, il gagne la Provence, puis rejoint Rome.
Le pape Nicolas V, qui apprécie beaucoup Jacques Cœur depuis le voyage diplomatique que celui-ci a fait à Rome en 1447, veut qu’il demeure en son propre palais, et le fait soigner par ses médecins. Miné par la maladie qu’il contracta à la suite des mauvais traitements endurés, Jacques Cœur passe l’année 1455 à Rome, à recueillir les débris de sa fortune, car tout n’était pas en France : nombre de galères se trouvaient en mer pendant son procès, et il a des biens qui sont entre les mains de ses correspondants d’Italie et du Levant. De plus, il reçoit des bénéfices qui ont pu être mis à l’abri par certains agents demeurés fidèles.
Jacques Cœur prépare pour le nouveau pape Calixte III une expédition sur l’île génoise de Chios qui est menacée par les Ottomans, alors maîtres depuis peu de Constantinople. Il devient le conseiller et le financier de l’expédition. Il a le titre de capitaine général de l’Église et commande la flotte sous la direction du patriarche d’Aquilée. Il embarque en 1456. L’expédition passe par Rhodes, puis aborde à Chios. Pendant son séjour dans cette île, le capitaine général est blessé (version romantique : lésion traumatique occasionnée par un boulet de canon lors du siège de Chios par les Turcs) ou tombe malade (version plus probable d’une maladie infectieuse de type dysenterie). Il meurt le 25 novembre 1456. Il est enseveli au milieu du chœur de l’église des Cordeliers de la ville de Chios, église qui sera, par la suite, détruite par les musulmans.
L’obituaire de Saint-Étienne de Bourges lui donne le titre de capitaine-général de l’Église contre les infidèles, et Charles VII, à qui il recommande ses enfants en mourant, déclare dans des lettres du 5 août 1457, « que Jacques Cœur étoit mort en exposant sa personne à l’encontre des ennemis de la foi catholique ».

## Famille et descendance

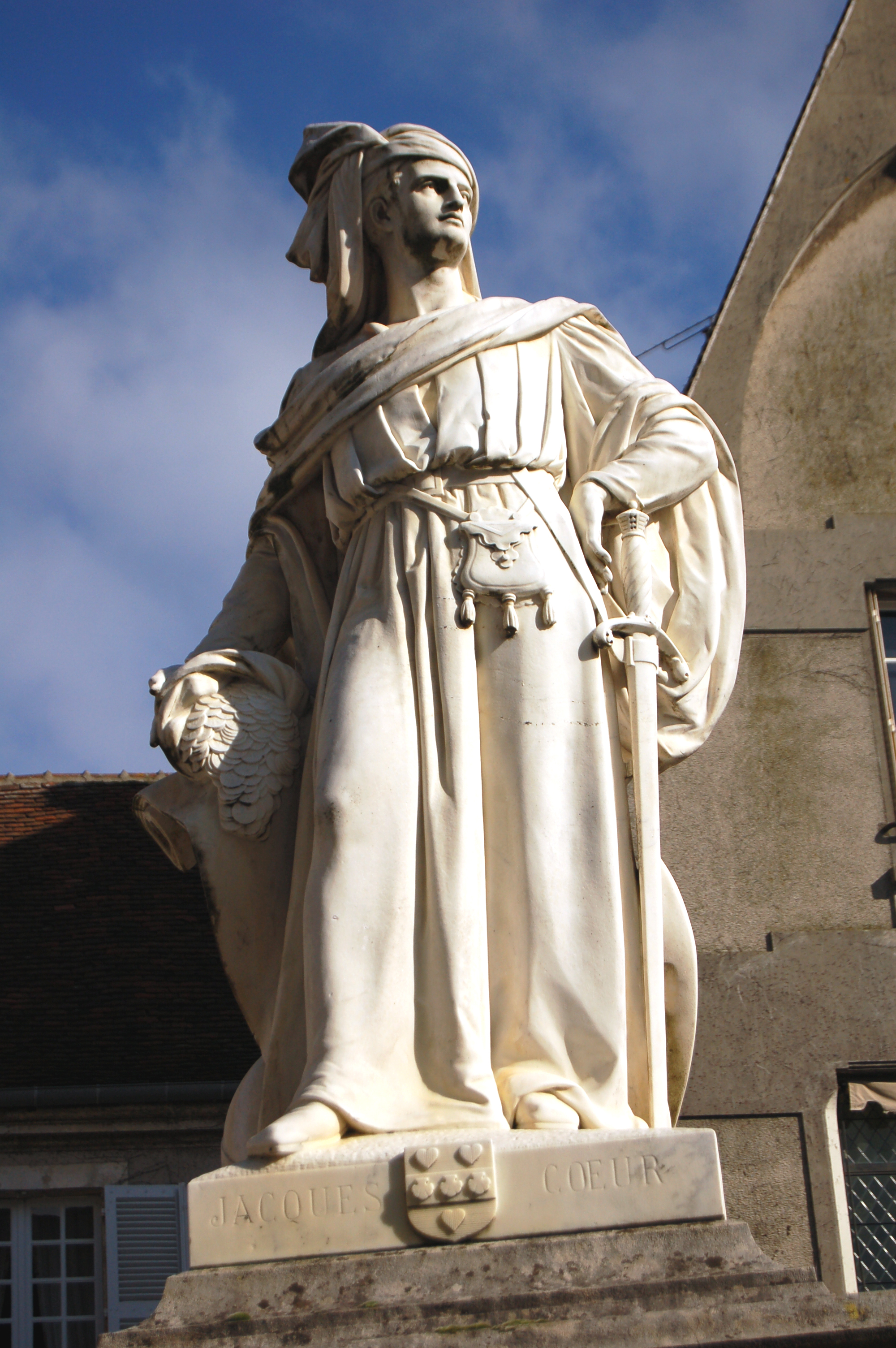
Statue en marbre de Jacques Cœur à Bourges réalisée en 1874 par Auguste Préault.

Charles VII, par lettres patentes datées du 5 août 1457, restitue à Ravant et à Geoffroy Cœur une faible partie des biens de leur père. Sous Louis XI, Geoffroy, qui est maître d’hôtel de ce roi, obtient la réhabilitation de la mémoire de son père et des lettres de restitution plus complètes. Mais les contestations qui s’élèvent à ce sujet entre la famille Cœur et le comte Antoine de Chabannes ne prendront fin que sous Charles VIII, au moyen d’une transaction entre Isabelle Bureau, la veuve de Geoffroy, et le fils d’Antoine de Chabannes.
Après dix ans de séquestre, en 1463, son fils Geoffroy loue une partie du fief, privé qu’il est de l’héritage paternel. Geoffroy Cœur est mort en 1488, léguant le château d’Augerville-la-Rivière à son fils Jacques II Cœur qui, ayant accès à l’héritage de son grand-père, dilapide sa fortune. Quand il meurt en 1505 sans descendance, la lignée directe des Cœur s’éteint avec lui. Néanmoins, sa sœur Marie Cœur hérite du château d’Augerville grâce à la création d’un marché et de deux foires à Augerville-la-Rivière par le roi Louis XII, dès 1508.
Jacques Cœur ne néglige aucune occasion d’établir sa famille dans des postes importants, et d’ajouter à sa puissance personnelle celle que donnent des alliances considérables. Nicolas Cœur, son frère, est chanoine de la Sainte-Chapelle à Bourges ; déjà, en 1441, Jacques Cœur l’avait fait nommer évêque de Luçon. Jacques Cœur a aussi une nièce et une sœur : la première, Perrette, est mariée à Jean de Village, qu’il avait associé à son commerce, et qui était chargé de la direction de ses affaires à Marseille ; la seconde épouse Jean Bochetel, secrétaire du roi, dont quelques descendants seront secrétaires d’État et ambassadeurs.
L’argentier a cinq enfants avec Macée de Léodepart, quatre fils et une fille :
- Jean Cœur (1421-1483), même avant d’avoir atteint l’âge canonique, est élu par le chapitre pour succéder à l’archevêque de Bourges Henry d'Avaugour (1421-1446), à l’âge de 25 ans. Cependant, son élection, bien que fortement appuyée par Charles VII, n’est approuvée que quatre ans plus tard par le Saint-Siège. Après la disgrâce de son père, il ne cessera de solliciter sa réhabilitation et la restitution de ses biens[34] ;
- Henri Cœur (1429-14??) chanoine de la Sainte-Chapelle de Bourges. Après la mort de son père, il obtient du pape l’autorisation de ramener son corps en France[41]. Jean d’Auton, historien de Louis XII, et qui a vécu avec les enfants de Jacques Cœur, dit qu’il y est enterré dans l’église des Cordeliers[34] ;
- Ravant Cœur ;
- Perrette Cœur, mariée en juin 1447 avec Jacques Trousseau, écuyer, seigneur de Saint-Palais et Marville, fils d’Arthaud Trousseau, vicomte de Bourges, propriétaire du château de Bois-Sire-Amé, lieu de résidence de Charles VII et d’Agnès Sorel. Ce château, qui est en très mauvais état, est réparé par l’argentier sur son argent propre[41] ;
- Geoffroy Cœur, seigneur de La Chaussée, échanson de Louis XI, décédé le 11 octobre 1488, marié le 29 août 1463 avec Isabelle Bureau, fille de Jean Bureau, baron de Monglat, prévôt des marchands de Paris (1450-1452), maître de l’artillerie sous Charles VII, maire perpétuel de Bordeaux, gouverneur du château Trompette. Antoine de Chabannes fait Geoffroy Cœur prisonnier[34]. Père de Germaine Cœur, dame de Monglas/de Monglat, qui épouse en 1493 Louis Ier de Harlay (v. 1463-1544) (cf. l'article Jacques de Harlay) ;
- Geoffrette Cœur, mariée avec Jean II de Cambrai, seigneur de La Tour de Clamecy, panetier de Charles VII[42].

Ses descendants ne sont pas restés gens d’affaires car ils sont tous désormais soit seigneurs, soit membres de l’Église. Après la mort de Jacques Cœur, aucun homme d’affaires n’a la puissance politique des maîtres de Lisbonne ou d’Amsterdam. Toutefois la Provence, qui échoit au royaume de France, va permettre à ce dernier, grâce à la bourgeoisie de Marseille, de refonder sa fortune méditerranéenne.
Une légende dans le Berry raconte que Jacques Cœur n’est pas mort à Chios mais y a rencontré une femme, dame Théodora, et qu’il a refait sa vie avec elle dans l’île de Chypre, acquérant une nouvelle fortune et engendrant deux filles.

## Hommage et postérité

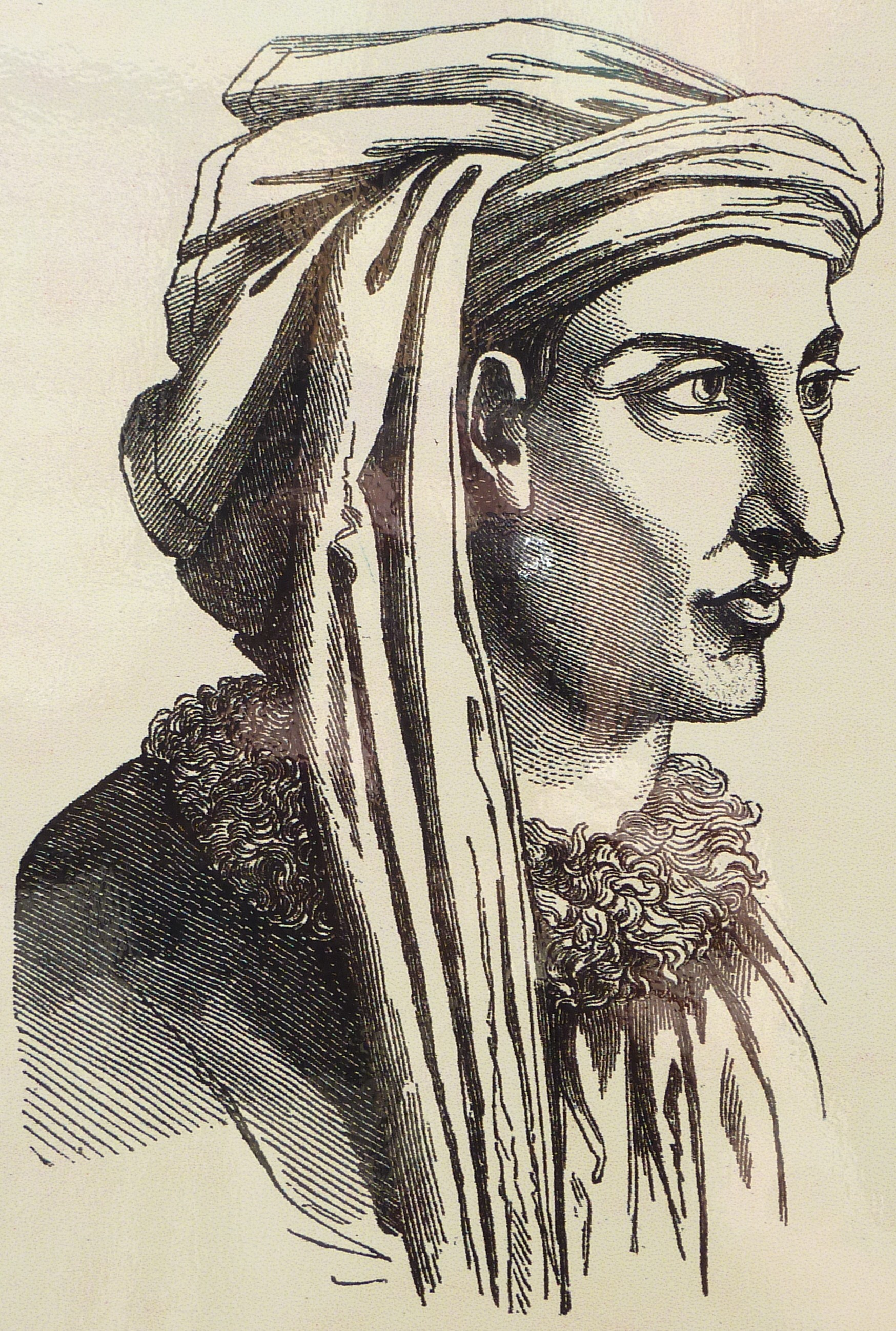
Portrait de Jacques Coeur, Panneau d'information touristique Sancerre, d'après la gravure de J. Cook datant de 1847.

Honoré de Balzac lui rend hommage dans Splendeurs et misères des courtisanes (1844) comme un négociant exemplaire, en opposition aux financiers et banquiers contemporains dont les faillites frauduleuses nuiraient à l’économie :

« Les fortunes colossales des Jacques Cœur, des Médici, des Ango de Dieppe, des Aufrédy de La Rochelle, des Fugger, furent jadis loyalement conquises […] ; mais aujourd’hui, […] la concurrence a si bien limité les profits, que toute fortune rapidement faite est : ou l’effet d’un hasard et d’une découverte, ou le résultat d’un vol légal. »

Il est aussi le sujet principal du billet de la Banque de France de 50 francs type 1941.
Plusieurs rues portent son nom, comme à Paris, Bourges, Montpellier, Évreux ou encore Savigny-sur-Orge.
Il est le personnage central et narrateur du roman Le Grand Cœur de Jean-Christophe Rufin, publié en 2012 chez Gallimard.

## Sources primaires
- Jean Dauvet (édition par Michel Mollat, avec la collaboration de Anne-Marie Yvon-Briand, Yvonne Lanhers et de Constantin Marinesco), Les affaires de Jacques Cœur : journal du procureur Dauvet, procès-verbaux de séquestre et d’adjudication, t. I et II, Paris, Armand Colin, coll. « Affaires et gens d’affaires » (no 2-2 bis), 1952-1953, XXIII-696 p. (présentation en ligne).

### Ouvrages anciens
- Jean-Chrétien-Ferdinand Hœfer, Nouvelle biographie générale depuis les temps les plus reculés jusqu’à nos jours : avec les renseignements bibliographiques et l’indication des sources à consulter, vol. 11, Firmin Didot frères, fils et Cie, 1855.
- Pierre Clément, Jacques Cœur et Charles VII : l’administration, les finances, l’industrie, le commerce, les lettres et les arts au XVe siècle ; étude historique précédée d’une notice sur la valeur des anciennes monnaies françaises : l’administration, les finances, l’industrie, le commerce, les lettres et les arts…, Paris, Didier et Cie, 1866 (lire en ligne).
- Marie-Nicolas Bouillet  et Alexis Chassang (dir.), « Jacques Cœur » dans Dictionnaire universel d’histoire et de géographie, 1878 (lire sur Wikisource).

### Études contemporaines
- Boris Bove, « Réflexions sur les hommes nouveaux et l'ascension sociale au Moyen Âge, de Leudaste à Jacques Cœur, en passant par Pareto », dans Benoît Musset (dir.), Hommes nouveaux et femmes nouvelles : de l'Antiquité au XXe siècle, Rennes, Presses universitaires de Rennes, coll. « Histoire », 2015, 222 p. (ISBN 978-2-7535-4176-4, présentation en ligne), p. 37-58.
- Thierry Dutour, « Jacques Cœur, ou les dimensions sociales d’une entreprise », dans Michel Vergé-Franceschi (dir.), Guerre et commerce en Méditerranée, IXe-XXe siècles, Paris, Veyrier, coll. « Kronos », 1991, 450 p. (ISBN 2-85199-581-2), p. 53-65.
- Jean Favière, L'hôtel de Jacques Cœur à Bourges, Paris, Caisse nationale des monuments historiques et des sites / Éditions Picard, coll. « Monuments en perspective », 1992, 168 p. (ISBN 2-7084-0416-4 et 2-85822-110-3, présentation en ligne).
- Robert Guillot, Le Procès de Jacques Cœur, 1451-1457, Paris, Caisse nationale des monuments historiques et des sites, 1974, 165 p. (présentation en ligne).
- Robert Guillot, La Chute de Jacques Cœur : une affaire d’État au XVe siècle, Paris, l’Harmattan, coll. « Inter-national », 2008, 210 p. (ISBN 978-2-296-06177-4, lire en ligne).
- Jacques Heers, Jacques Cœur : 1400-1456, Paris, Perrin, 1997, 281 p. (ISBN 2-262-01113-3)Réédition : Jacques Heers, Jacques Cœur : 1400-1456, Paris, Perrin, coll. « Tempus » (no 478), 2013, 345 p., poche (ISBN 978-2-262-04134-2).
- Alice Joly, « Établissements de Jacques Cœur dans le Lyonnais (1444-1453) », Bibliothèque de l'École des chartes, t. 89,‎ 1928, p. 70-80 (lire en ligne).
- Alice Joly, « Établissements de Jacques Cœur dans le Lyonnais : liquidation des biens de Jacques Cœur dans le Lyonnais », Bibliothèque de l'École des chartes, t. 93,‎ 1932, p. 314-330 (lire en ligne).
- Christian de Mérindol, « Souvenirs de Jacques Cœur en Lyonnais et en Forez », Journal des savants, Paris, de Boccard,‎ janvier-juin 1989, p. 105-144 (lire en ligne).
- Christian de Mérindol, « Un portrait méconnu de Jacques Cœur », Comptes rendus des séances de l’Académie des Inscriptions et Belles-Lettres, Paris, de Boccard,‎ janvier-mars 1990, p. 10-16 (lire en ligne).
- Michel Mollat, « Les affaires de Jacques Cœur à Bruges », Revue du Nord, Lille / Arras, Émile Raoust / Librairie Brunet, t. XXXI, no 124,‎ octobre-décembre 1949, p. 241-246 (lire en ligne).
- Michel Mollat du Jourdin, Jacques Cœur ou l'esprit d’entreprise au XVe siècle, Paris, Aubier, coll. « Collection historique », 1988, 494 p. (ISBN 2-7007-2213-2, présentation en ligne).
- Michel Pastoureau, Dictionnaire des couleurs de notre temps : symbolique et société, Paris, Bonneton, 1992, 231 p. (ISBN 2-86253-129-4).
- Pierre Prétou, « Les poisons de Jacques Cœur », Cahiers de recherches médiévales, no 17,‎ 2009, p. 121-140 (lire en ligne).
- (en) Kathryn Reyerson, « Jacques Cœur : French Trade in the Mediterranean World in the Mid-Fifteenth Century », Proceedings of the Western Society for French History, vol. 28,‎ 2000, p. 99-112 (lire en ligne).
- Jean-Yves Ribault, Le palais de Jacques-Cœur, Bourges, Paris, Monum / Éditions du Patrimoine, coll. « Itinéraires », 2001, 63 p. (ISBN 2-85822-609-1, présentation en ligne).
- Guy Romestan, « Quelques relations d’affaires de Jacques Cœur à Perpignan », Annales du Midi. Revue archéologique, historique et philologique de la France méridionale, Toulouse, Édouard Privat, t. 79,‎ 1967, p. 19-28 (lire en ligne).
- Jean-Marie Thiveaud, « L'Europe sans barrière de Jacques Cœur, cinq siècles avant le Traité de Rome », Revue d’économie financière, Paris, Presses universitaires de France, no 2 « L'Europe financière »,‎ septembre 1987, p. 118-123 (ISBN 2-13-040252-6, lire en ligne).

### Littérature
- Gérard Heim, L'étrange destin de Jacques Coeur, Nîmes, H. Mauger, 1953, (prix d'académie).
- Jean-Christophe Rufin, Le Grand Cœur, Paris, Gallimard, 2012, 497 p. (ISBN 978-2-07-011942-4, présentation en ligne)